# Dolores (Tolima)
Pour les articles homonymes, voir Dolores.
Dolores est une municipalité colombienne située dans le département de Tolima.